# Aptesis opposita
Aptesis opposita är en stekelart som först beskrevs av Joseph Kriechbaumer 1902.  Aptesis opposita ingår i släktet Aptesis och familjen brokparasitsteklar. Inga underarter finns listade.